# Weißbach (Wilde Weißeritz)
Der Weißbach ist ein linker Nebenfluss der Wilden Weißeritz in Sachsen.

## Verlauf
Seine Quelle liegt südlich, etwas unterhalb von Hermsdorf im Erzgebirge auf etwa 750 m. Der Bach fließt zunächst in östlicher Richtung, dann in nördlicher Richtung durch den Köhlergrund. Bei der Einmündung des Hermsdorfer Bachs (Richtergrund), wo die Landstraße Hermsdorf – Seyde das Tal kreuzt, stand bis 1970 die Ramm-Mühle. Der Weißbach erreicht dann das untere Ortsende von Seyde (alte Straße Hermsdorf – Seyde), hier steht auf der linken Talseite die ehemalige Essigmühle. Dann folgt der untere Teil des Weißbachtals. Nach etwa 4 Kilometern mündet der Weißbach bei der ehemaligen Kirstenmühle (1971 abgerissen) zwischen der Kempenmühle und Schönfeld in die Wilde Weißeritz.
Durch das Weißbachtal führt ein Wanderweg, das Tal ist ohne Verkehr, ohne Gewerbe und bis auf zwei Häuser (Seyde) unbewohnt. Daher gilt der Bach als wertvolles Fließgewässer, die Durchflussmenge beträgt etwa 80 Liter pro Minute.

## Das Weißbachtal

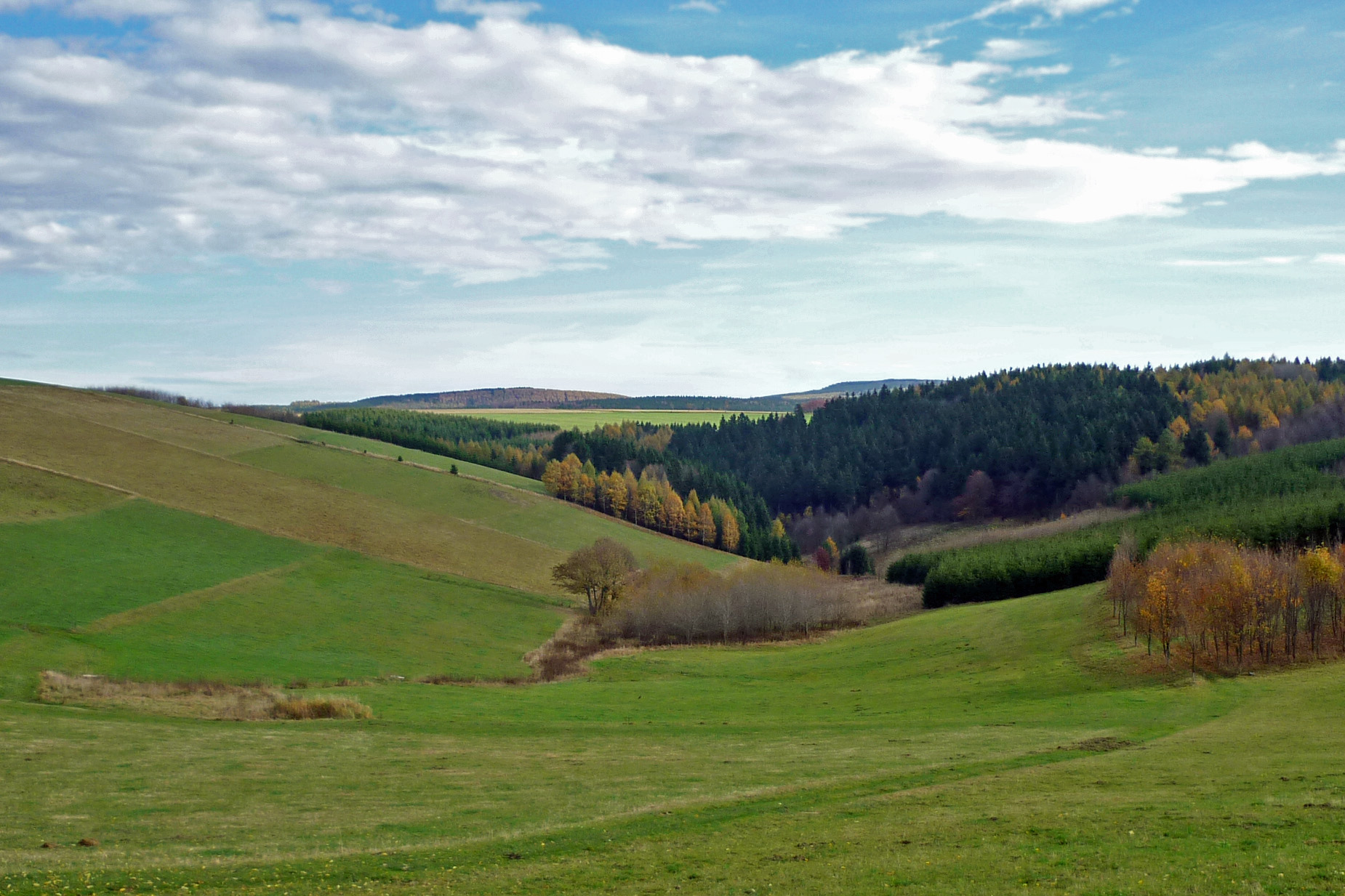
Das Quellgebiet des Weißbachs
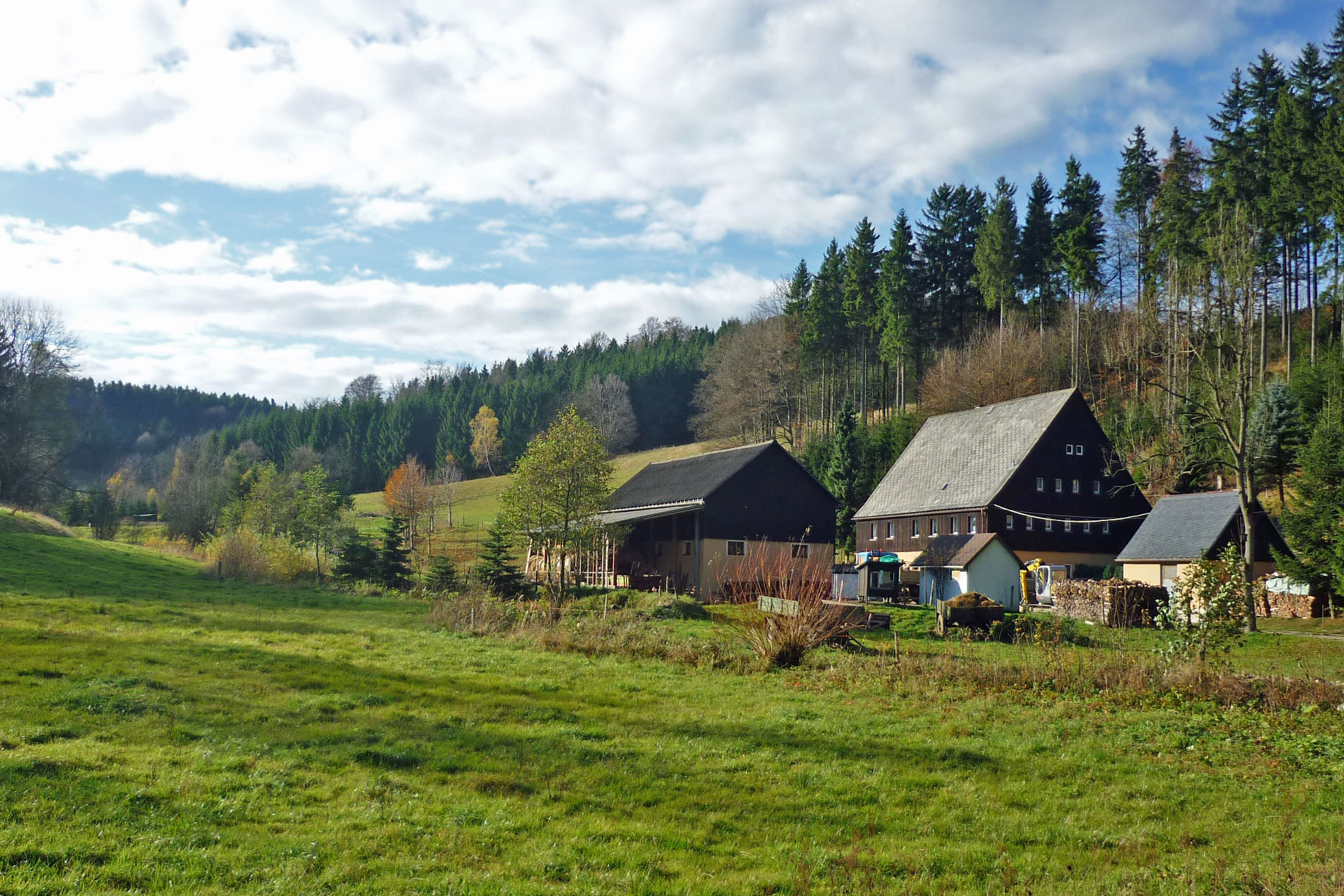
Ehemalige Essigmühle Seyde
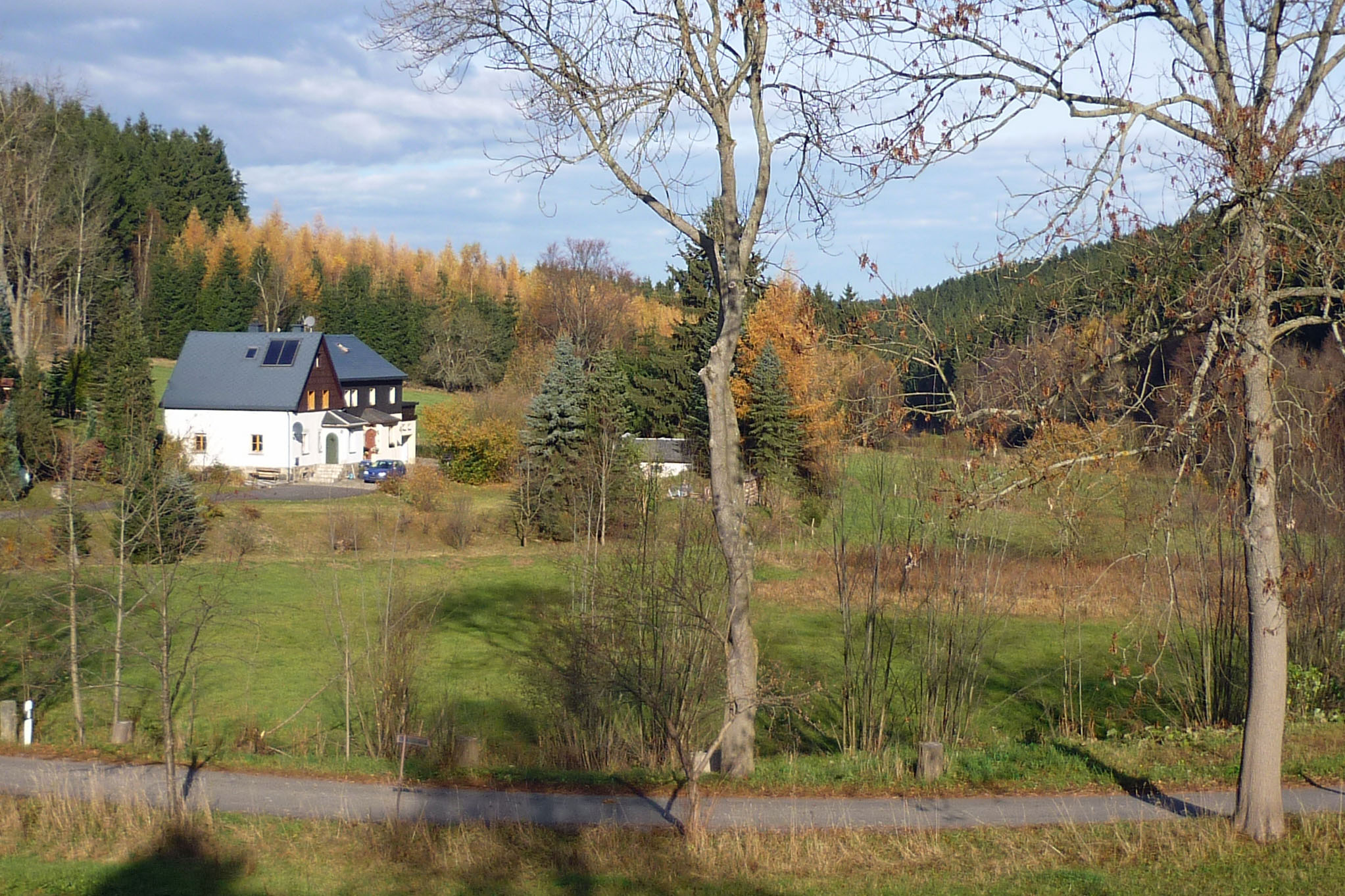
Weißbachtal bei Seyde
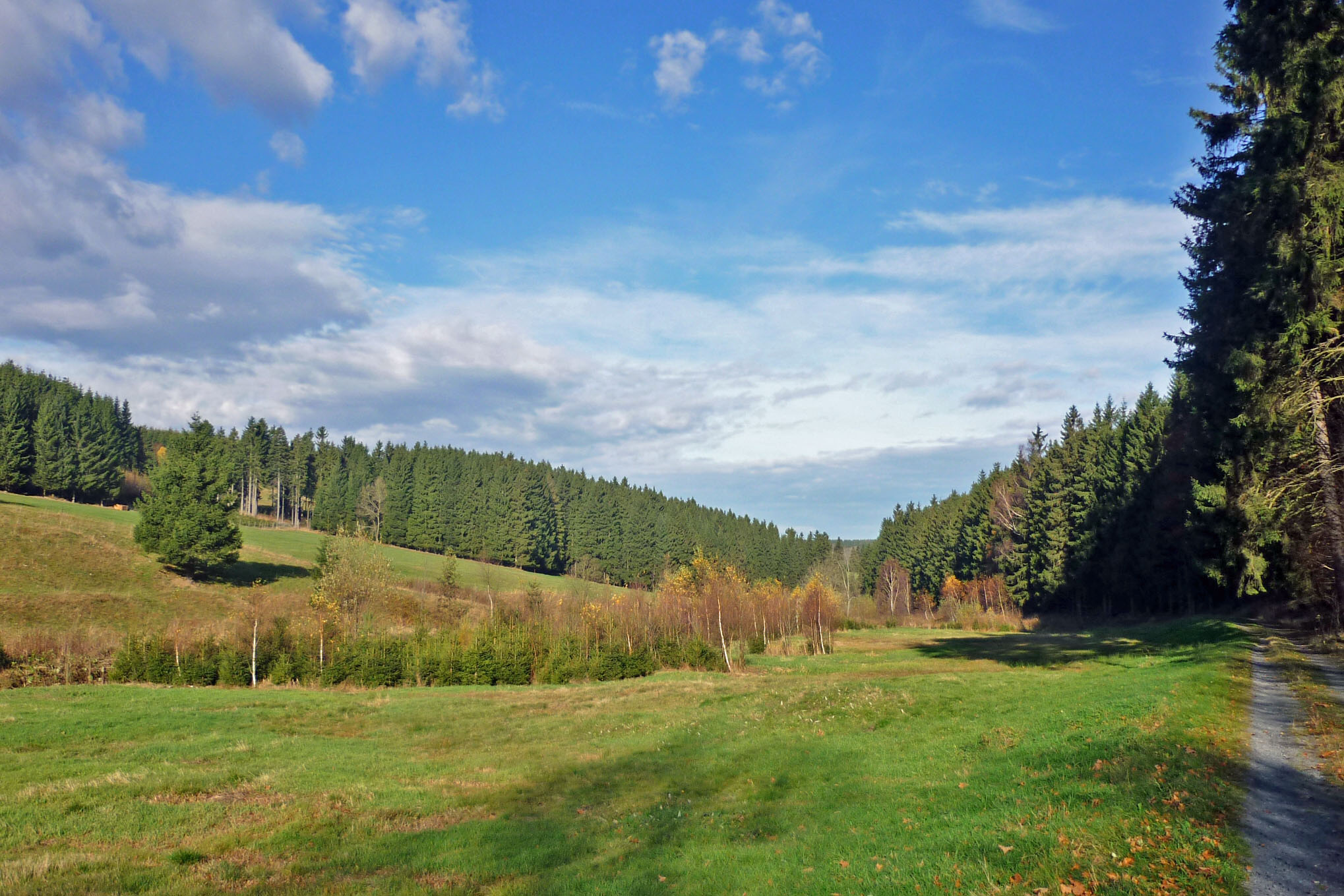
Unteres Weißbachtal